# 爱购上海
愛購上海是中華人民共和國上海市人民政府於2022年8月至11月推出的電子消費券。當年消费券活动覆盖中秋、中華人民共和國国庆節、双11等节假日，由微信、支付宝、银联三家平台发放，發放對象為年满18周岁的在上海消费者。消费者参与活动报名时使用设备的地理位置实时定位须在上海市。消費者可以在美团、大众点评、叮咚买菜、东方购物、饿了么、盒马、京东到家、京东集团等平台上使用。有效期内未使用的爱购上海电子消费券将自动作废。上海投入市级财政资金10亿元人民幣，共分三輪發放，其中第一轮投入2亿元，第二轮投入5亿元，第三轮投入3亿元。
第一轮爱购上海消费券活动於2022年8月13日至8月17日期間報名，8月26日零点至9月14日期間使用。共有22.4万个门店参与，累计453万人报名，200万人中签，消费券核销率超85%。消费券发放金额共计2亿元人民幣。
2022年9月20日0點至9月22日24點，第二輪愛購上海報名開通。報名結束后，統一進行搖號。中签的報名者可以收到消費券。每個消費券包價值200元，其中共包含4張消費券，分別為1張消費滿300元以上抵100元券、1張消費滿100元以上抵50元券、2張消費滿50元以上抵25元券。第二輪愛購上海電子消費券發放活動上海市人民政府共投入5億元人民幣。第二輪消費券使用時間為9月26日0點至10月15日24點。
2022年10月25日0:00至10月27日24:00，第二輪愛購上海報名開通。中签者将获得总价值150元的消费券包。
2022年11月19日0时，爱购上海数字人民币满减红包活动两个报名入口开启，至11月21日24时关闭。上海境內的消费者通过微信报名抽籤。2022年11月24日9时起，运营机构通過短信方式通知中签人员。